# Moldáv labdarúgókupa
A moldáv labdarúgókupa vagy moldáv kupa (hivatalos nevén Cupa Moldovei) a legrangosabb nemzeti labdarúgókupa Moldovában, amelyet először 1992-ben rendeztek meg. A legsikeresebb klub a Sheriff Tiraspol, amely eddig 8 alkalommal hódította el a trófeát.
A moldáv kupa az ország második legrangosabb labdarúgó versenykiírása, a moldáv bajnokság után. A kupa győztese jogán Moldova csapatot indíthat az Európa ligában.

## Eddigi győztesek

### A szovjet időkben
| - 1945: Dinamo Chişinău - 1946: Dinamo Chişinău - 1947: Dinamo Chişinău - 1948: Burevestnik Bender - 1949: Lokomotiv Chişinău - 1950: Burevestnik Bender - 1951: Trud Chişinău - 1952: Dinamo Chişinău - 1953: Dinamo Chişinău - 1954: Lokomotiv Ungheni - 1955: Burevestnik Bender | - 1956: Burevestnik Bender - 1957: KPKhI Chişinău - 1958: Lokomotiv Chişinău - 1959: KPKhI Chişinău - 1960: KPKhI Chişinău - 1961: Moldavkabel Bender - 1962: Moldavkabel Bender - 1963: Volna Chişinău - 1964: Temp Tiraspol - 1965: Traktor Chişinău - 1966: Vibropribor Chişinău | - 1967: Traktor Chişinău - 1968: Temp Tiraspol - 1969: Temp Tiraspol - 1970: Piscsevik Bender - 1971: Piscsevik Bender - 1972: Piscsevik Bender - 1973: Politekhnik Chişinău - 1974: Dinamo Chişinău - 1975: Dinamo Chişinău - 1976: Stroitel Tiraspol - 1977: Grenicherul Glodeni | - 1978: KPKhI Chişinău - 1979: Kolos Pelinia - 1980: Dnestr Ciobruciu - 1981-1983: elmaradt - 1984: Luch Soroca - 1985: Tekstilshik Tiraspol - 1986: Stroitel Făleşti - 1987: Stroitel Făleşti - 1988: FC Tighina - 1989: FC Tighina-2 - 1990: Moldavgidromash Chişinău |

### A függetlenné válás után
| Szezon | Győztes                | Eredmény    | Ezüstérmes             |
| ------ | ---------------------- | ----------- | ---------------------- |
| 1992   | Bugeac Comrat          | 5-0         | Tiligul Tiraspol       |
| 1993   | Tiligul Tiraspol       | 1-0         | Dinamo Chișinău        |
| 1994   | Tiligul Tiraspol       | 1-0 hu      | Nistru Otaci           |
| 1995   | Tiligul Tiraspol       | 1-0         | Zimbru Chișinău        |
| 1996   | Constructorul Chișinău | 2-1         | Tiligul Tiraspol       |
| 1997   | Zimbru Chișinău        | 0-0 t (7-6) | Nistru Otaci           |
| 1998   | Zimbru Chișinău        | 1-0         | Constructorul Chișinău |
| 1999   | Sheriff Tiraspo        | 2-1 hu      | Constructorul Chișinău |
| 2000   | Constructorul Chișinău | 1-0         | Zimbru Chișinău        |
| 2001   | Sheriff Tiraspo        | 0-0 t (5-4) | Nistru Otaci           |
| 2002   | Sheriff Tiraspol       | 3-2 hu      | Nistru Otaci           |
| 2003   | Zimbru Chișinău        | 0-0 t (4-2) | Nistru Otaci           |
| 2004   | Zimbru Chișinău        | 2-1         | Sheriff Tiraspol       |
| 2005   | Nistru Otaci           | 1-0         | Dacia Chișinău         |
| 2006   | Sheriff Tiraspol       | 2-0         | Nistru Otaci           |
| 2007   | Zimbru Chișinău        | 1-0         | Nistru Otaci           |
| 2008   | Sheriff Tiraspol       | 1-0         | Nistru Otaci           |
| 2009   | Sheriff Tiraspol       | 2-0         | Dacia Chișinău         |
| 2010   | Sheriff Tiraspol       | 2-0         | Dacia Chișinău         |
| 2011   | FC Iskra-Stal Rîbnița  | 2-1         | FC Olimpia Bălți       |
| 2012   | FC Milsami Orhei       | 0-0 t (5-3) | CSCA-Rapid Chisinau    |
| 2013   | FC Tiraspol            | 2-2 t (4-2) | FC Veris               |
| 2014   | Zimbru Chișinău        | 3-1         | Sheriff Tiraspol       |
| 2015   | Sheriff Tiraspol       | 3-2 h.u     | Dacia Chișinău         |

### Dicsőségtábla
| Klub                               | Győztes | Ezüstérmes | Győztes évek                             |
| ---------------------------------- | ------- | ---------- | ---------------------------------------- |
| FC Sheriff Tiraspol                | 7       | 2          | 1999, 2001, 2002, 2006, 2008, 2009, 2010 |
| Zimbru Chișinău                    | 6       | 2          | 1997, 1998, 2003, 2004, 2007, 2014       |
| Tiligul Tiraspol                   | 3       | 2          | 1993, 1994, 1995                         |
| Constructorul Chișinău FC Tiraspol | 2 1     | 2 0        | 1996, 2000 2013                          |
| Bugeac Comrat                      | 1       |            | 1992                                     |
| Nistru Otaci                       | 1       | 8          | 2005                                     |
| FC Iskra-Stal Rîbnița              | 1       |            | 2011                                     |
| FC Milsami Orhei                   | 1       |            | 2012                                     |
| Dacia Chișinău                     |         | 3          |                                          |
| Dinamo Chișinău                    |         | 1          |                                          |
| FC Olimpia Bălți                   |         | 1          |                                          |
| CSCA-Rapid Chisinau                |         | 1          |                                          |
| FC Veris                           |         | 1          |                                          |

## Lásd még
- Moldáv labdarúgó-szuperkupa